# تيانا (بازيليكاتا)
تيانا (بالإيطالية: Teana)‏ هي بلدية في مقاطعة بوتنسا في إقليم بازيليكاتا الإيطالي.

## السكان
في سنة 1861 بلغ عدد السكان 1٬700 نسمة، وتطور العدد ليصل في سنة 2011 لـ 645 نسمة.
يظهر هذا المخطط البياني تطور النمو السكاني لـ تيانا (بازيليكاتا)